# Битка код Гвадалахаре
Битка код Гвадалахаре била је покушај националиста да заузму шире подручје око Мадрида након неуспеле битке за Мадрид. Битка је почела италијанском офанзивом 8. марта, коју су републиканске снаге зауставиле 11. марта. Републиканци су 18. марта покренули контраофанзиву и до 23. марта поразили непријатељске снаге.

## Позадина
Након фијаска треће националистичке офанзиве упућене на републикански Мадрид током почетне фазе опсаде града, генерал Франсиско Франко се одлучио на четврту офанзиву с циљем заузимања ширег подручја око главног града. Иако победници на реци Харами, националисти су били превише исцрпљени за даље битке, док су италијански добровољци били поприлично мотивисани након победе код Малаге. Франко је прихватио стајалиште да би Италијани могли бити успешни након тешког пораза републиканаца на Харами.
Националистичке снаге су окупљале 35.000 војника, 222 топа, 108 танкета, 32 оклопних кола, 3.685 кола и 60 авиона Фијат. У Гвадалахари се налазила републиканска 12. дивизија шпанске републиканске армије са 10.000 војника, 5.900 пушака, 85 митраљеза и 15 топова. Републиканци нису били посебно припремљени код Гвадалахаре, јер на том подручју дотад није било ратних операција, а мислило се да ће наредни удар Франкових снага следити јужно од Мадрида.

## Битка

### Италијанска офанзива
Офанзива је започела 30-минутним бомбардовањем града, након чега су италијанске јединице кренуле у јуриш на положаје 50. републиканске бригаде. Њихов напад је успорен под утицајем магле, смањујући тиме видљивост. Италијани су напредовали само 12 км, заузевши места Мирабуено, Аламинос и Кастехон.
Дана 9. марта, Италијани су наставили офанзиву на републиканске положаје, али су им овај пут ударну иглу представљали тенкови. Напад је поновно постигао слабе успехе, због смањене видљивости. Италијанско напредовање успорио је напад Једанаесте интернационалне бригаде. Ипак, Италијани су до вечери напредовали и до 18 км, стигавши до предграђа Бриуега.
Републиканским снагама је 12. марта пристигло појачање у виду Дванаесте интернационалне бригаде, три артиљеријске батерије и једног тенковског батаљона. Националисти су ујутру тога дана извршили бомбардовање републиканских положаја и безуспешно извршили напад на 11. интернационалну бригаду. Њихови напади на 11. и 12. интернационалну бригаду наставили су се цео дан, али без успеха. Италијани су увече престали с нападом и почели су да се утврђују.
Задњег дана офанзиве, 11. марта, Италијани су у почетку успешно напредовали, али су их борци 11. и 12. интернационалне бригаде присилили на узмак.

### Републиканска контраофанзива
Републиканци су одлучили да искористе повољан тренутак, те се ујутро 12. марта прегруписали и око поднева извршили противнапад. Након бомбардовања националистичких положаја, у јуриш су кренули републикански тенкови Т-26 и БТ-5. Италијански тенкови су се том приликом заглавили у блатном терену и били слабо покретне, те стога лаке мете за републиканску авијацију.
Републиканци су наставили да напредују од 13. до 17. марта, када су разместили своје снаге да задају коначни удар непријатељу. У том тренутку, Републиканци су имали 20.000 војника, 28 топова, 60 лаких тенкова и 70 авиона. Националисти су имали 45.000 војника, 200 топова, 80 лаких тенкова и 50 авиона.
Републиканци су током 18. марта наставили да враћају територију изгубљену током националистичке офанзиве 8-11. марта. Италијански покушај противофанзиве није успео, након чега су организовали повлачење.
У периоду од 19. до 23. марта, Републиканци су напредовали преко градова Гаханехос и Виљависијоса де Тахуња. Њихова противофанзива заустављена је на линији Валдеаренас-Леданса-Онтанарес, где су се налазиле Франкове снаге.

## Последице
Пораз националистичких снага код Гвадалахаре означио је завршетак борби и прекид сваког даљег покушаја да се разбије републиканска одбрана која је штитила Мадрид. Победа Републиканаца код Гвадалахаре, у којој су учествовали и многи Италијани у саставу Интернационалних бригада, била је предмет интензивне пропаганде и знатно је подигла борбени морал републиканских бораца.